# Мозаика (группа)
«Мозаика» — группа, созданная в декабре 1969 года студентами МГУ. В её первый состав вошли Вячеслав Малежик (гитара, вокал), Ярослав Кеслер (бас), Валерий Хабазин (лидер-гитара) и Александр Жестырев (ударные).
Хабазин вскоре уехал в Швецию (позже играл там в Королевском оркестре) и роль лидер-гитариста взял на себя Малежик. На роль клавишника был приглашен джазовый пианист Юрий Чепыжёв.
Группа просуществовала до 1990 года.
В 2015 году вышел альбом «Навсегда», в который вошли песни, написанные музыкантами с 1963 по 1972 год.

## Состав
В разные годы в составе группы выступали:
- Вячеслав Малежик (гитара, вокал)
- Ярослав Кеслер (бас)
- Валерий Хабазин (лидер-гитара)
- Юрий Чепыжев (клавишные)
- Ованес Мелик-Пашаев (клавишные)
- Михаил Калашников (гитара)
- Владимир Бахмутов (вокал)
- Александр Жестырев (ударные)
- Валерий Шморгунов (гитара)
- Юрий Малистов (вокал)
- Валерий Ажажа (клавишные)
- Сергей Востоков (ударные)
- Юрий Фокин (ударные)
- Виктор Дегтярев (ударные)
- Андрей Шатуновский (ударные)
- Игорь Бриль (клавишные)
- Игорь Саульский (клавишные)
- Виталий Шеманков (флейта, саксофон)

## Дискография
Магнитоальбомы:
- 1982 — «Маскарад»
- 1983 — «Кольцевая дорога»
- 1984 — «Рак на горе»
- 1985 — «Букашки» («Шарманка»)

Виниловые пластинки:
- 1986 — «Рубикон» (LP, «Мелодия», 1987, С60 25437 003)
- 1986 — «Пару поддай!» (EP, «Мелодия», 1987, С62 25727 007)
- 1986 — «Нет голоса» (SP, «Мелодия», 1987, 45С62 25163 002)
- 1988 — «Чур меня!» (LP, «Мелодия», 1989, С60 27779 009)
- 2015 — «Навсегда» (интернет-релиз[1])